# Ллевеллин, Джон Джестин
Джон Джестин Ллевеллин, 1-й барон Ллевеллин (англ. John Jestyn Llewellin, 1st Baron Llewellin; 6 февраля 1893, Чивнинг, Кент, Англия, Британская империя — 24 января 1957, Солсбери, Великобритания) — британский государственный и колониальный деятель, генерал-губернатор Федерации Родезии и Ньясаленда (1953—1957).

## Биография
Родился в семье Уильяма и Фрэнсис Мэрии Ллевеллин. Получил образование в Итоне. В 1917 году окончил Университетский колледж Оксфордского университета со степенью бакалавра искусств, в 1920 году получил степень магистра искусств.
В 1914 году поступил на военную службу в Королевскую гарнизонную артиллерию и дослужился до майора в годы Первой мировой войны; был награждён Военным крестом (1917). Продолжив армейскую карьеру, в 1936 году был произведён в полковники, в 1938 году вышел в отставку.
В 1929 году был избран членом Палаты общин от Консервативной партии от округа Аксбридж в Мидлсексе, занимал ряд министерских постов в коалиционном правительстве.
- 1937—1939 году — лорд Адмиралтейства,
- 1942 году занимал должности председателя Совета по торговле и министра авиационной промышленности,
- 1943 году был включен в состав совместного американо-британского комитета по наблюдению за созданием атомной бомбы.
- 1943—1945 годах — министр продовольствия Великобритании.

После поражения на парламентских выборах 1945 года был возведён королём Георгом VI в пэры с титулом барона Ллевеллина в графстве Дорсет.
В 1953—1957 годах — генерал-губернатор Федерации Родезии и Ньясаленда.
В 1953 году королевой Елизаветой II был возведён в Рыцари Большого Креста ордена Британской империи.